# Le Petit Journal
«Le Petit Journal» (с фр. — «маленькая газета») — ежедневная парижская газета, выходившая с 1863 по 1944 год. Была основана Моисеем Полидором Мило. На её страницах печатались романы Эмиля Габорио и Понсона дю Террая.

## Тиражи
В 1890-е годы газета находилась на вершине популярности. Стала первой газетой, достигшей тиража 1 млн экземпляров (в 1886 году). К 1884 году появилось еженедельное иллюстрированное приложение. В начале XX века начался закат газеты. К 1900 году рост газеты значительно замедлился. Многие из его читателей, шокированные и сбитые с толку откровенным антисемитизмом издания, перешли на антиклерикальную и левую Le Petit Parisien, потому что эта газета избегала принимать чью-либо сторону в деле Дрейфуса, в то время как Эрнест Жюде [отец], редактор журнала, был категорически настроен против Дрейфуса. Вскоре после этого Le Petit Parisien стала самой продаваемой газетой Франции. Ее успеху способствовала приверженность Le Petit Journal рисованным иллюстрациям, когда полиграфия в 1880-90-х годах позволила газетам массово перепечатывать качественные фотографии.. К 1914 году тираж Le Petit Journal сократился до 850 000 экземпляров. К 1919 году их число сократилось до 400 000. 
В 1936 году журнал стал официальным органом Французской социальной партии с девизом "Труд, семья, отечество", который был заимствован у лиги "Крест-де-Фе", а позже стал девизом режима Виши. Несмотря на поддержку многих известных фигур, включая пресс-магната Раймона Патенотра, ее падение продолжалось, и к 1937 году типичный тираж газеты составлял всего 150 000 экземпляров.
Во время Второй мировой войны штаб-квартира газеты была перенесена в Клермон-Ферран в 1940 году. Она получала ежемесячный грант от правительства, и Франсуа де Ла Рок стал председателем его совета директоров с апреля 1938 г. до своего ареста в марте 1943-го, но издание спасти не удалось, и последний номер был опубликован в августе 1944 года. Газета была закрыта как издание, сотрудничавшее с режимом Виши.

## Соревнования
«Le Petit Journal» организовал первые в мире автомобильные гонки: в 1894 году прошли соревнование «безлошадных колясок» по маршруту Париж — Руан. Гонку выиграл граф Жюль де Дьон на «Де Дьон-Бутон».
«Le Petit Journal» организовал велосипедную гонку Париж — Брест — Париж в 1891 году.

## Галерея

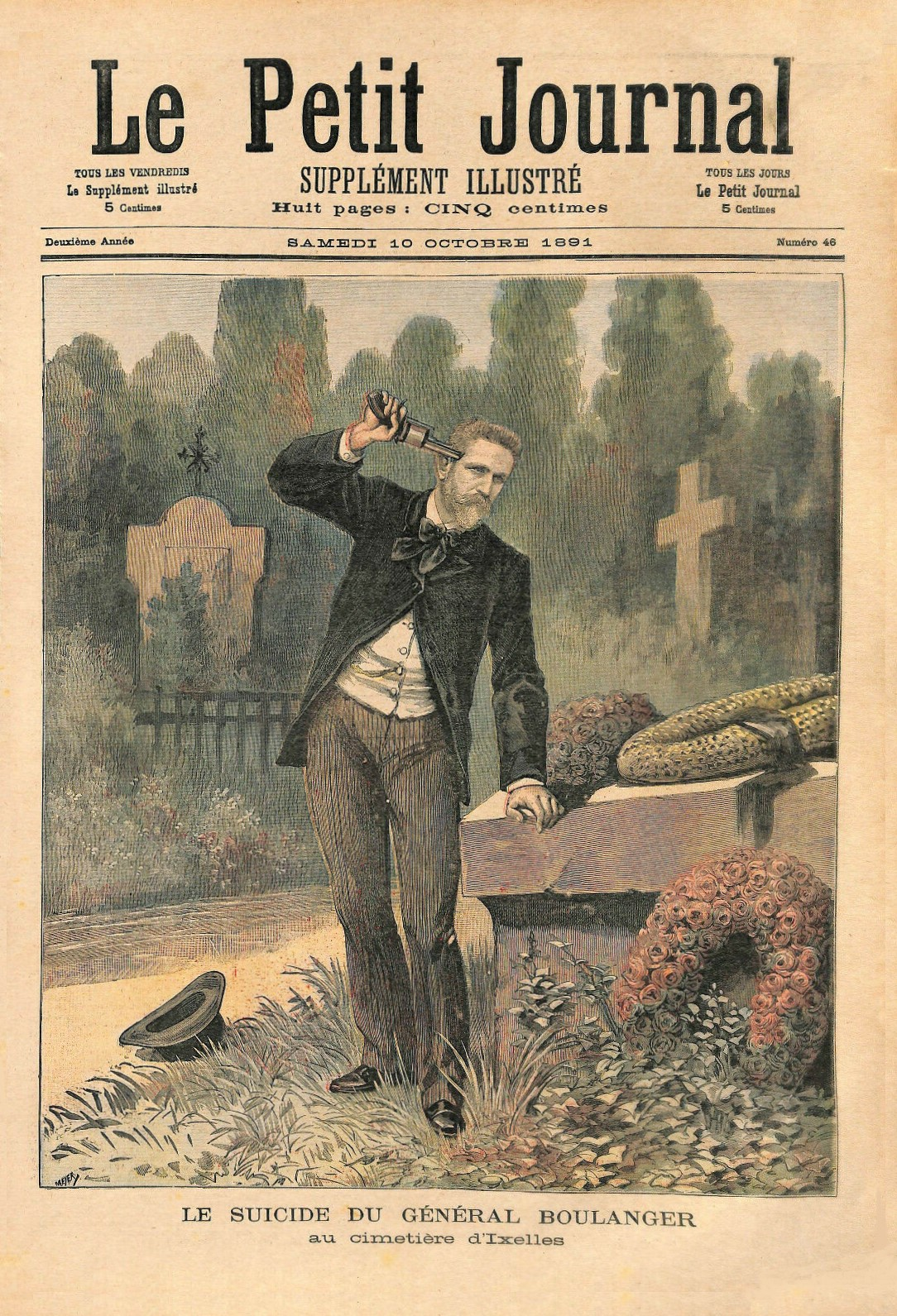
10 октября, 1891. Самоубийство Жоржа Буланже на кладбище города Иксель.
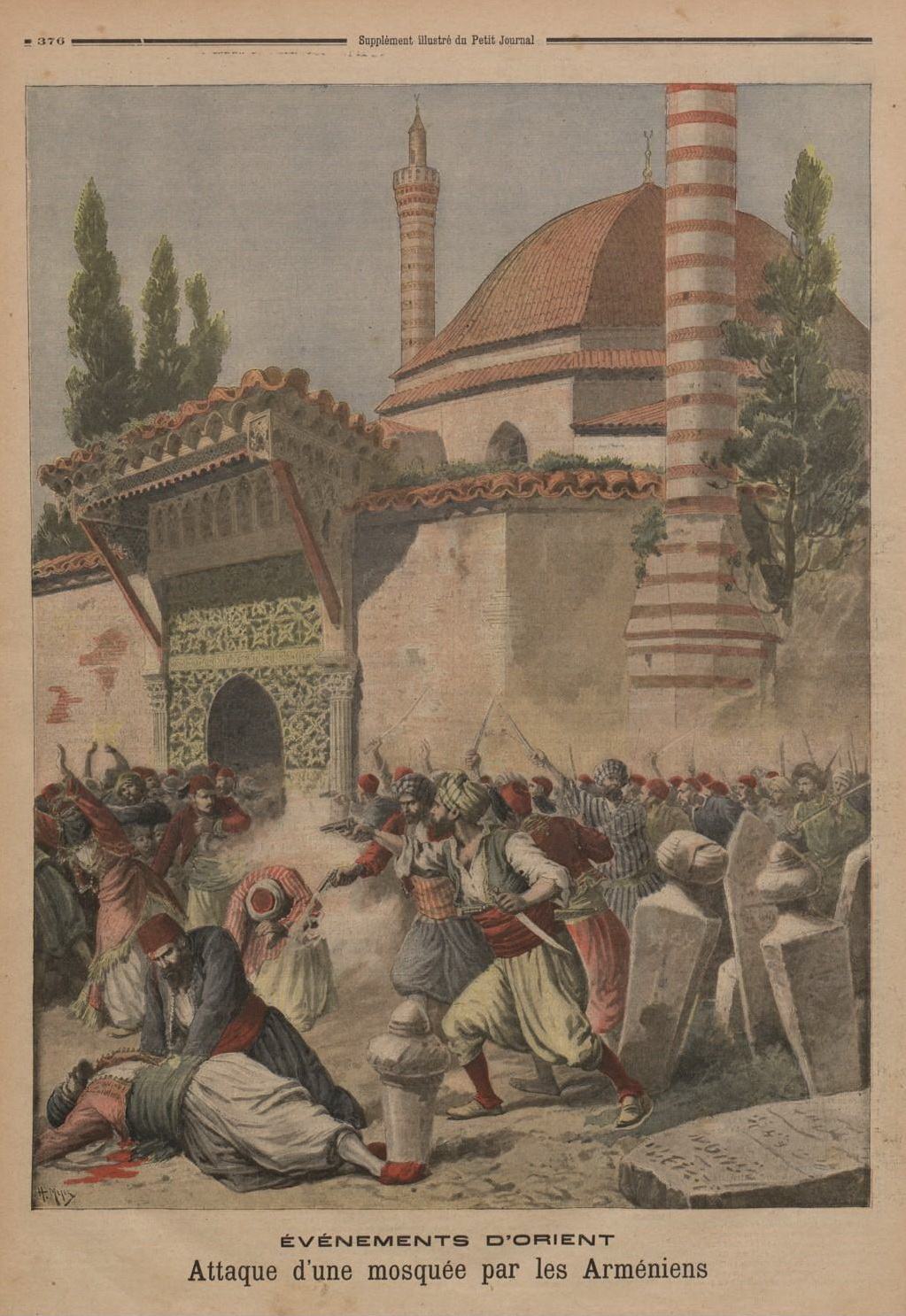
25 ноября, 1895. Нападение армян на мечеть в Османской империи.
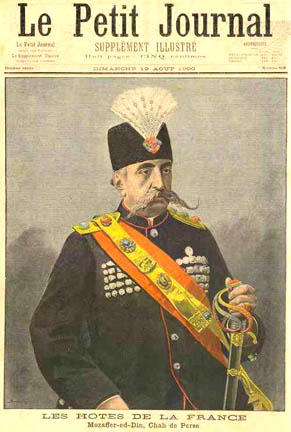
19 августа, 1900. Гости Франции. Мозафереддин, шах Персии.
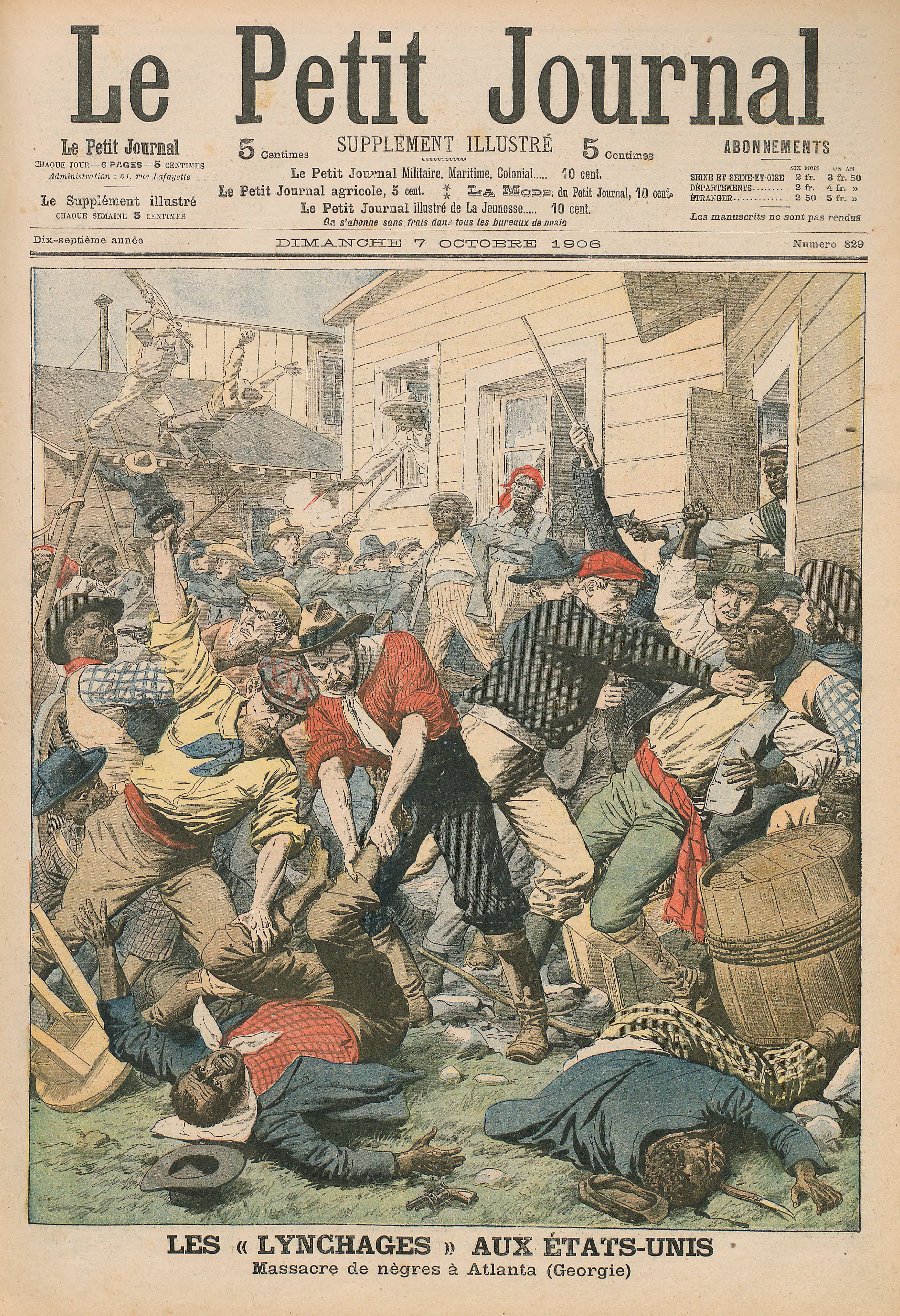
7 октября, 1906. Линчевание в США. Резня негров в Атланте.